# Othain
Der Othain ist ein knapp 67 km langer Fluss in Frankreich, der in der Region Grand Est verläuft. Er ist ein linker und südöstlicher Nebenfluss der Chiers.

## Geographie

### Verlauf
Der Othain entspringt in der Landschaft Woëvre, im Gemeindegebiet von Gondrecourt-Aix, entwässert generell in nordwestlicher Richtung und mündet nach rund 67 Kilometern an der Gemeindegrenze von Villécloye und Montmédy als linker Nebenfluss in die Chiers.
Auf seinem Weg durchquert der Othain die Départements Meurthe-et-Moselle und Meuse.

### Zuflüsse
- Ruisseau le Breuil (rechts), 5,8 km
- Ruisseau du Dehoury (rechts), 4,8 km
- Ruisseau de la Tranchette (links), 2,5 km
- Ruisseau du Ruche (rechts), 3,5 km
- Ruisseau du Moulin (links), 2, 3 km
- Ruisseau du Moulin (rechts), 5,4 km
- Ruisseau de Lamampre (rechts), 6,0 km
- Ruisseau du Vieux Moulin (links), 3,7 km
- Ruisseau du Puget (rechts), 2,7 km
- Ruisseau de Woecourt (rechts), 4,3 km
- Ru de Ruaucourt (rechts), 1,4 km
- Ruisseau la Saulx (rechts), 1,7 km
- Ruisseau de la Belle Fontaine (rechts), 4,2 km
- Ruisseau des Pres de Haut (rechts), 3,3 km
- Ruisseau de Pillon (links), 6,9 km
- Ruisseau de Launois (rechts), 1,8 km
- Ruisseau de Talpieux (rechts), 2,3 km
- Ruisseau de Credon (links), 3,0 km
- Ravin de Grand-Vau (rechts), 3,7 km

### Orte am Fluss
- Gondrecourt-Aix
- Dommary-Baroncourt
- Spincourt
- Saint-Laurent-sur-Othain
- Grand-Failly
- Saint-Jean-lès-Longuyon
- Marville
- Villécloye

## Hydrologie
An der Mündung des Othain in die Chiers beträgt die mittlere Abflussmenge (MQ) 2,76 m³/s; sein Einzugsgebiet umfasst 256,6 km²
Für den Pegel Othe wurde über einen Zeitraum von 53 Jahren (1967–2020) die durchschnittliche jährliche Abflussmenge berechnet. Im langjährigen Mittel beträgt dort die Abflussmenge 2,73 m³/s und das Einzugsgebiet umfasst mit 247 m² etwa 96,3 % des Gesamteinzugsgebietes.
Die höchsten Wasserstände werden in den Wintermonaten Dezember bis Februar gemessen. Ihren Höchststand erreicht die Abflussmenge mit 5,52 m³/s im Februar. Von Februar an geht die Wasserführung rasch zurück und erreicht ihren niedrigsten Stand im September mit 1,02 m³/s und steigt danach wieder kontinuierlich an.